# Trois-Évêchés
Trois-Évêchés (2818 m n. m.) je hora v Provensalských Alpách. Leží na území Francie v regionu Provence-Alpes-Côte-d'Azur nedaleko hranic s Itálií.

## Přístup na vrchol
Na vrchol je možné vystoupit z města Embrun v dolině Vallée de l'Ubaye.